# دیمیترو سمنو
دیمیترو سمنو (اوکراینی: Дмитро Романович Семенів؛ زادهٔ ۲۴ ژوئن ۱۹۹۸) بازیکن فوتبال اهل اوکراین است.
از باشگاه‌هایی که در آن بازی کرده‌است می‌توان به باشگاه فوتبال چورنومورتس اودسا اشاره کرد.